# Schwarzer Graben (Niederrhein)
Bei dem Schwarzen Graben handelt es sich um ein 25,04 km langes Fließgewässer mit der Kennziffer 2792. Der Bach fließt von Drüpt aus in nordwestlicher Richtung vorbei am Menzelen in Richtung Unterbirten und mündet dort im Naturschutzgebiet Bislicher Insel in den Altrhein. Unterwegs münden mehrere andere Bäche in den Schwarzen Graben.
Der Niederungs-Komplex gilt als strukturreich, er ist überwiegend durch Grünland, Hecken und Kopfbäume geprägt.
Derzeit wird ein Projekt auf den Weg gebracht, das die Einleitung des Niederschlagswassers aus Borth über vorhandene Gräben, einen Überlauf zum Schwarzen Graben und die Schaffung von Verrieselungsflächen vorsieht. Ziel sind neben dem Hochwasserschutz auch eine naturnahe Entwicklung und eine Erhöhung der Lebensqualität.
Der Schwarze Graben liegt innerhalb des Landschaftsschutzgebietes Schwarzer Graben / Borthsche Ley.